# ألان ديفونشاير
ألان ديفونشاير (بالإنجليزية: Alan Devonshire)‏ هو لاعب كرة قدم ومدرب كرة قدم بريطاني، ولد في 13 أبريل 1956 في Park Royal ‏ في المملكة المتحدة. شارك مع منتخب إنجلترا لكرة القدم. أما مع النوادي، فقد لعب مع نادي ساوثال ونادي واتفورد ووست هام يونايتد.

## وصلات خارجية
- ألان ديفونشاير على موقع قاعدة بيانات كرة القدم.إي يو (الإنجليزية)
- ألان ديفونشاير على موقع ناشيونال فوتبول تيمز (الإنجليزية)